# Observatorio Astronómico de La Plata
El Observatorio Astronómico de La Plata es un observatorio astronómico localizado en la ciudad de La Plata, capital de la provincia de Buenos Aires, Argentina. Su código IAU es 839.

## Historia
La Plata fue una ciudad planificada, creada para ser la nueva capital de la provincia después de que la ciudad de Buenos Aires pasase a ser la capital federal de Argentina. La construcción de dicho Observatorio fue ordenada por un decreto del fundador de La Plata y luego gobernador de la provincia de Buenos Aires, Dardo Rocha, el 7 de mayo de 1881. En ese decreto, el Departamento de Ingeniería hizo los planos y el presupuesto para varios edificios públicos, incluyendo al observatorio.
Su construcción se inició en noviembre de 1883, un año luego de que el Observatorio Astronómico de París enviara instrumentos astronómicos a la ciudad de Bragado, Buenos Aires, para observar el tránsito de Venus por delante del Sol. Estos instrumentos fueron comprados por la Provincia de Bs. As. para observar el evento. 
El primer director fue Francisco Beuf (teniente de la Armada de Francia y director del Observatorio Naval de Tolón). 
Algunos de los logros obtenidos por este observatorio fueron el descubrimiento del cometa C/1913 Y1 (Delavan) y de la estrella Nova Puppis. Además realiza una gran labor astrométrica y registra datos meteorológicos y de variación de latitudes a lo largo de los años.

### Museo de Astronomía y Geofísica

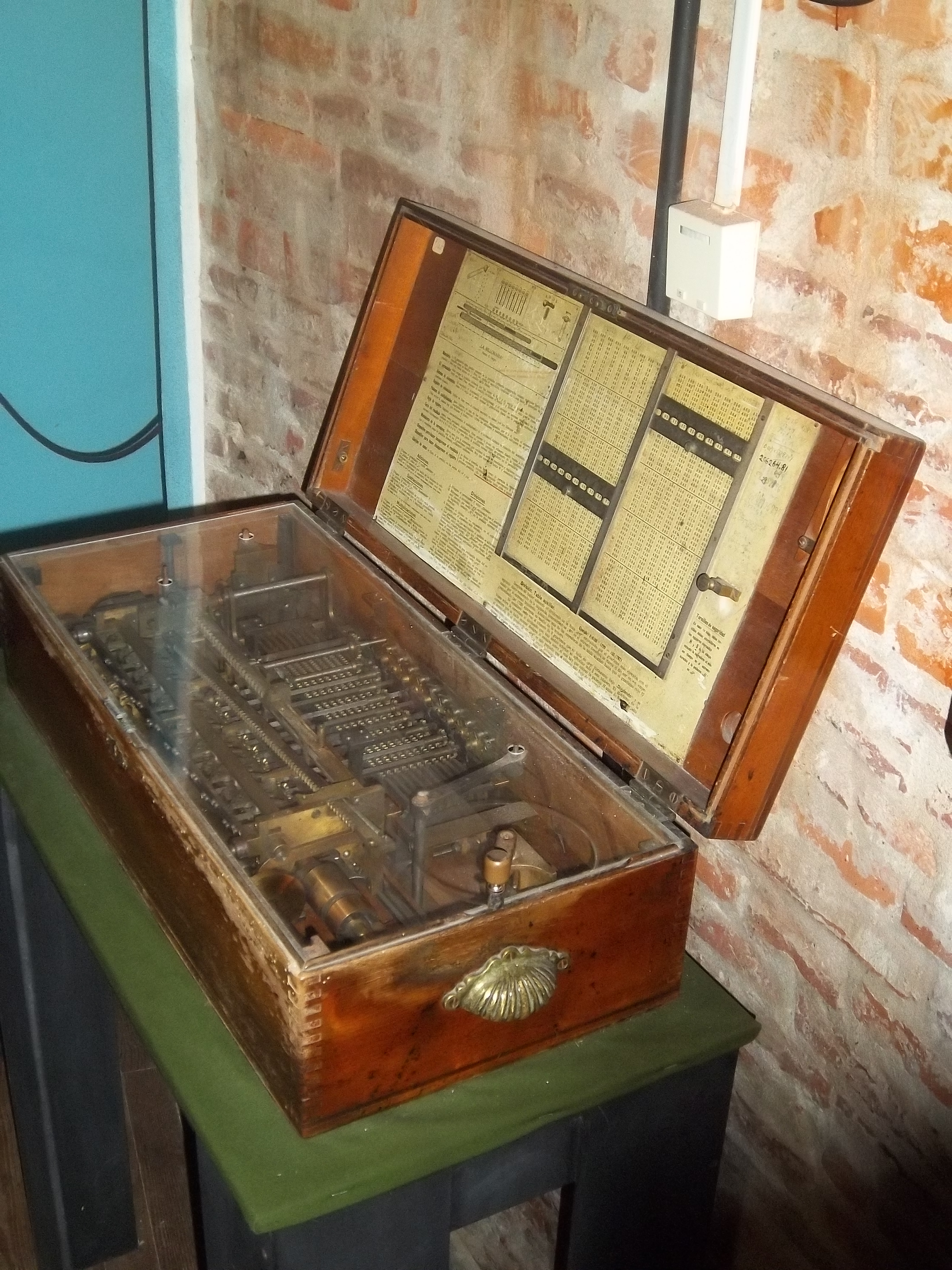
Antigua máquina de calcular en el museo de Astronomía y Geofísica de La Plata.

El Museo de Astronomía y Geofísica nace en julio de 1997 por iniciativa de la Red de Museos de la UNLP. El museo tiene como función la recuperación, protección, conservación y difusión del patrimonio histórico y cultural de la Facultad de Ciencias Astronómicas y Geofísicas. El patrimonio que alberga el museo, está formado, en su mayor parte, por los instrumentos que el Observatorio adquirió a principios del siglo XX.
El museo forma parte del área de extensión y difusión de la facultad y es visitado por numeroso público en el recorrido guiado a través de las instalaciones del Observatorio, y por las distintas áreas de la Astronomía y la Geofísica.

## Visitas

### Visitas de colegios e instituciones educativas

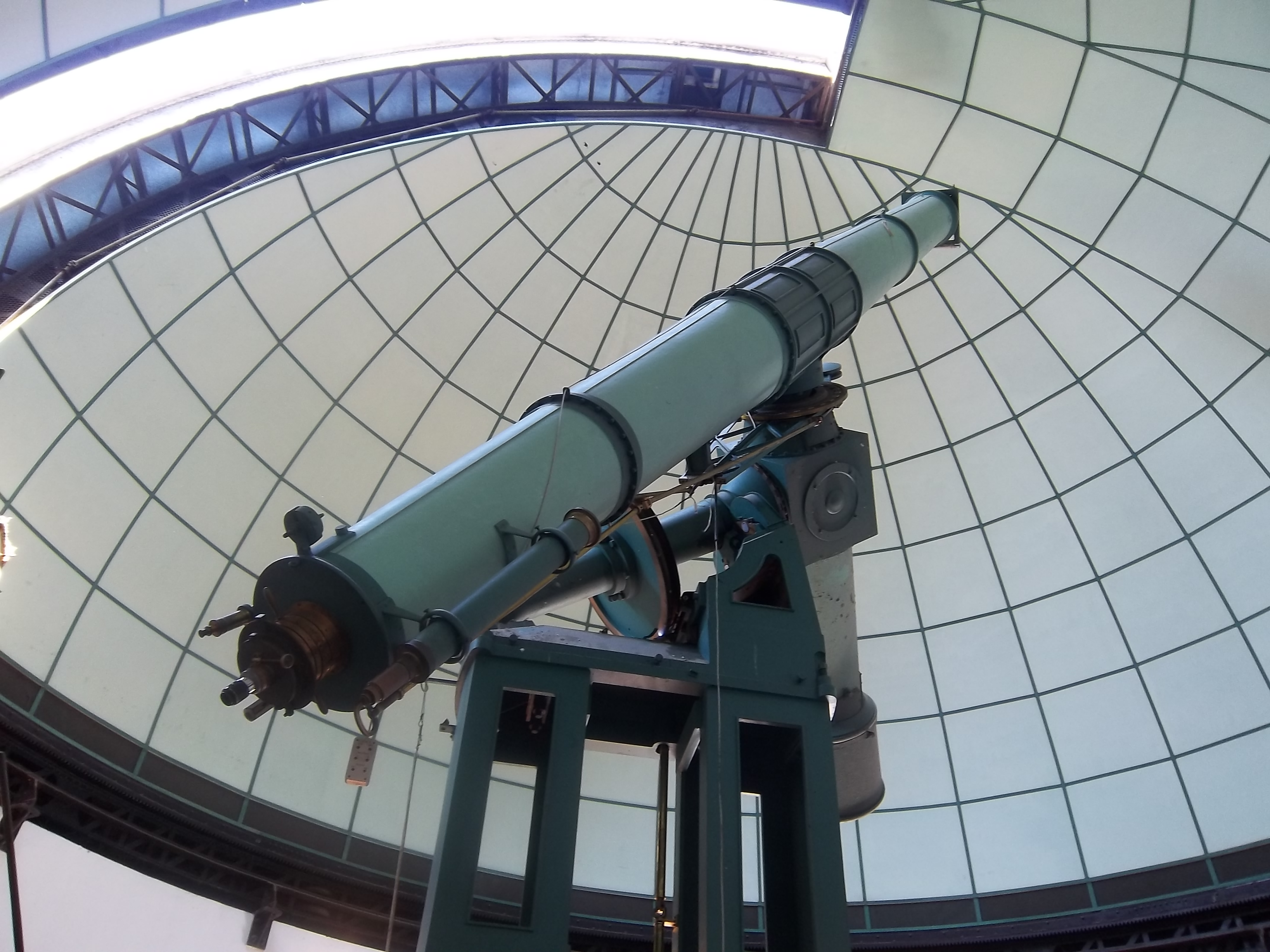
Telescopio refractor Gran Ecuatorial Gautier.

Desde abril hasta principios de diciembre se realizan visitas guiadas para escuelas y colegios. La duración de la visita es de 90 minutos. Los horarios de las mismas son: lunes a viernes a las 9:00, 10:30, 13;30 y 15:00. Se pueden solicitar visitas nocturnas, que incluye observación con el telescopio Gran Ecuatorial Gautier siempre que las condiciones meteorológicas lo permitan. Estas visitas se realizan sólo de lunes a jueves.
Las visitas para las instituciones educativas son con reserva previa.

### Visitas para el público
Los viernes a las 19,00 entre marzo y diciembre se realizan charlas abiertas al público en general a cargo de investigadores de la institución, abordando tanto temas de astronomía como de geofísica. Estas charlas son libres y gratuitas, no se requiere reserva previa y la duración es de aproximadamente una hora. 
meteorológicas lo permiten, tras la charla, a las 20,00, se realiza un recorrido guiado que concluye con la observación astronómica con el telescopio Gran Ecuatorial Gautier.
Los sábados se realiza observación cuando las condiciones climáticas lo permiten. El recorrido comienza a las 19,00 de mayo a septiembre y a las 20,00 durante marzo, abril, octubre, noviembre y diciembre.

## Descubrimientos
Entre 1950 y 1962 el Centro de Planetas Menores le acredita el descubrimiento de 5 asteroides, los cuales acredita con la denominación La Plata. Además de estos asteroides sin descubridor, en este observatorio han trabajado notables astrónomos que han descubierto desde aquí numerosos asteroides.

## Epónimos
El asteroide (1029) La Plata descubierto el 28 de abril de 1924 por J. Hartmann desde este observatorio lleva el nombre del mismo, aunque según Lutz D. Schmadel en su Diccionario (pag 88) dice que es por la ciudad de La Plata.